# 1366 Пікколо
1366 Пікколо (1366 Piccolo) — астероїд головного поясу, відкритий 29 листопада 1932 року.
Тіссеранів параметр щодо Юпітера — 3,263.